# いつか風になる日
「いつか風になる日」（いつかかぜになるひ）は、元ちとせの5枚目のシングル。2003年8月13日発売。発売元はエピックレコードジャパン。

## 解説
「au by KDDI「それぞれの夏」篇」CMタイアップ曲

## トラック
1. いつか風になる日
（作詞・作曲：岡本定義、編曲：羽毛田丈史）
2. 散歩のススメ
（作詞：HUSSY-R、作曲・編曲：間宮工）

## 収録アルバム
いつか風になる日
- ノマド・ソウル
- 完全収録ライヴCD 元ちとせ「冬のハイヌミカゼ」 （ライブバージョン）
- 語り継ぐこと

散歩のススメ
- 完全収録ライヴCD 元ちとせ「冬のハイヌミカゼ」 （ライブバージョン）

※本バージョンはアルバム未収録